# Johann Stadlmayr
Johann Stadlmayr (ur. około 1580 przypuszczalnie we Freisingu, zm. 12 lipca 1648 w Innsbrucku) – niemiecki kompozytor.

## Życiorys
W latach 1603–1607 był członkiem nadwornej kapeli arcybiskupiej w Salzburgu, w 1604 roku otrzymał posadę wicekapelmistrza, a wkrótce potem kapelmistrza. W 1607 roku wyjechał do Innsbrucku, gdzie został kapelmistrzem na dworze arcyksięcia Tyrolu Maksymiliana III. Później pozostawał w służbie jego następców, Leopolda V i Klaudii Medycejskiej. Pomimo licznych propozycji z innych ośrodków nie opuścił nigdy Innsbrucku. Doprowadził do rozwoju innsbruckiego ośrodka muzycznego. Cieszył się poważaniem współczesnych, pochlebnie wyrażali się o nim Michael Praetorius i Wolfgang Caspar Printz.
Tworzył wyłącznie muzykę religijną. Wydał 4 zbiory maginifkatów i 7 zbiorów mszy, był też autorem hymnów, motetów i psalmów. Do około 1628 roku posługiwał się archaizującą, nawiązującą do muzyki późnego renesansu polifonią w stylu kontrapunktycznym, opartą na przeimitowaniu, cantus firmus i cori spezzati. W późniejszym okresie wprowadził bardziej nowoczesne środki wyrazu, tworząc utwory w stylu koncertującym opartym na basso continuo, grupie instrumentów, wokalnych głosach solowych, partiach małogłosowych i zintensyfikowanych kontrastach fakturalnych.